# Gropnița (gmina)
Gropnița – gmina w Rumunii, w okręgu Jassy. Obejmuje miejscowości Bulbucani, Forăști, Gropnița, Mălăești, Săveni i Sângeri. W 2011 roku liczyła 3154 mieszkańców.